# Erbschaftsteuer in Belgien
In Belgien wird bei einem Erwerb von Todes wegen eine Erbschaftsteuer und bei einer unentgeltlichen Zuwendung unter Lebenden eine Schenkungsteuer erhoben. Die Steuern werden nach Maßgabe der hierzu erlassenen Gesetze der Flämischen Region, der Wallonischen Region sowie der Region Brüssel-Hauptstadt erhoben.

## Übergang von einer Staatssteuer zu einer Regionalabgabe
Ursprünglich wurde in Belgien die Erbschaft- und Schenkungsteuer aufgrund des Erbschaftsteuergesetzes vom 4. Mai 1936 (Wetboek der Successierechten) einheitlich für das gesamte Staatsgebiet erhoben. Mit Gesetz vom 16. Januar 1989 wurde die Erbschaftsteuer zu einer Regionalabgabe erklärt, für die die Regionen hinsichtlich der Festsetzung der Steuersätze und der Befreiungen zuständig wurden. 1997 machte die Flämische Region und später auch die Wallonische Region und die Region Brüssel-Hauptstadt von der ihnen eingeräumten Kompetenz zur eigenen Ausgestaltung Gebrauch. Seither ist die Erbschaft- und Schenkungsteuer in den drei Regionen teilweise abweichend geregelt.

## Innerregionale Zuständigkeit
Für die Erbschaftsteuer ist die Region zuständig, in der der Erblasser während der letzten fünf Jahre vor seinem Tod den Wohnsitz hatte. Hat er während dieser Zeit in mehreren Regionen gewohnt, ist das Erbschaftsteuerrecht der Region anzuwenden, in der er die meiste Zeit davon verbracht hat. Dieselbe Regelung findet auch bei der Schenkungsteuer in Bezug auf den Wohnsitz des Schenkers Anwendung. Zudem erheben die Regionen für die in ihrem Gebiet gelegenen Immobilien Erbschaft- oder Schenkungsteuer als eine Nachlasssteuer, wenn der Erblasser oder Schenker keinen inländischen Wohnsitz hat.

## Persönliche und sachliche Steuerpflicht
Der Erbschaft- und Schenkungsteuer unterliegen unbeschränkt die Personen, die in Belgien ihren Wohnsitz oder ständigen Aufenthalt haben. Dies erstreckt sich auch auf das ausländische Vermögen eines Erblassers. Der beschränkten Erbschaftsteuerpflicht unterliegen außerhalb Belgiens wohnende Personen nur in Bezug auf ihr in Belgien gelegenes unbewegliches Vermögen (wie Grundstücke, Eigentumswohnungen), nicht jedoch mit ihrem dortigen beweglichen Vermögen. Die Steuer wird insoweit als Nachlasssteuer erhoben, weswegen Belastungen des Grundbesitzes bei der Ermittlung der Bemessungsgrundlage nicht abgezogen werden. Sonderregelungen gelten für Mitarbeiter internationaler Behörden wie der NATO oder der EU, die grundsätzlich von der Zahlung belgischer Steuer, auch der Erbschaftsteuer, freigestellt sind.

## Nachlasswert
Dem Nachlass werden auch Schenkungen, die der Erblasser innerhalb von drei Jahren vor seinem Tod einem Erben gemacht hat, hinzugerechnet, es sei denn, für sie wurde zuvor gesondert Schenkungsteuer entrichtet. Maßgebend ist grundsätzlich der Verkehrswert, Begünstigungen bestehen für Erben der Steuerklasse 1 (vgl. unten). Die Gegenstände des Nachlasses werden mit ihrem Verkehrswert angesetzt. Innerhalb der Steuerklasse 1 gibt es bei Grundstücken durch eine Mitberücksichtigung des Katasterwertes Vergünstigungen.

## Verfahren
Die Erbschaftsteuererklärung muss von jedem Erben mit Wohnsitz in Belgien innerhalb von fünf Monaten, im europäischen Ausland innerhalb von sechs Monaten und in anderen Ländern innerhalb von sieben Monaten eingereicht werden.

## Erbschaftsteuer Flämische Region
(Quelle:)

### Ermittlung des Nachlasses
Beim Nachlass wird zwischen unbeweglichen (wie Grundstücken) und beweglichen Gegenständen unterschieden. Deren Werte werden getrennt ermittelt. Die Höhe des Steuersatzes wird für jede Vermögensgruppe getrennt festgesetzt. Verbindlichkeiten, auch die Nachlasskosten, werden zuerst vom beweglichen Vermögen abgezogen.

### Steuerklassen und Steuersätze
Die Erwerber werden in drei Erbschaftsteuerklassen aufgeteilt.
- Steuerklasse 1: Verwandte auf- und absteigender Linie (Eltern, Großeltern, Kinder, Kindeskinder), Ehegatte sowie die gesetzlich oder tatsächlich Zusammenwohnenden; gesetzlich Zusammenwohnende sind die, die diese Tatsache haben amtlich registrieren lassen; tatsächlich Zusammenwohnende sind die, die allein oder mit mehreren Personen mit dem Erblasser vor dessen Tod mehr als ein Jahr zusammengewohnt haben; auch Geschwister können Zusammenwohnende sein
- Steuerklasse 2: Geschwister
- Steuerklasse 3: alle übrigen Verwandten und Fremde

Die Steuersätze steigen innerhalb der Steuerklassen progressiv wie aus der nachfolgenden Tabelle ersichtlich an.
| Erbanfall           | Steuerklasse 1 Kinder, Ehegatten | Steuerklasse 2 Geschwister | Steuerklasse 3 andere |
| ------------------- | -------------------------------- | -------------------------- | --------------------- |
| bis 050.000 €       | 3 %                              | 30 %                       | 45 %                  |
| 50.000 – 075.000 €  | 9 %                              | 30 %                       | 45 %                  |
| 75.000 – 125.000 €  | 9 %                              | 55 %                       | 55 %                  |
| 125.000 – 250.000 € | 9 %                              | 65 %                       | 65 %                  |
| über 250.000 €      | 27 %                             | 65 %                       | 65 %                  |

### Freibeträge
Freibeträge werden in einem komplizierten Verfahren für die Steuerklasse 1 für die ersten 50.000 Euro gewährt, entsprechend mit geringeren Beträgen auch für die Steuerklassen 2 und 3. Für Kinder gibt es weitere Freibeträge bis zum Erreichen der Volljährigkeit.

### Übertragungen von Unternehmensbeteiligungen
Beteiligungen an Familienunternehmen oder Vermögensgegenstände solcher Unternehmen, die innerhalb eines Mitgliedstaates der EU ansässig sind, sind von der Erbschaftsteuer befreit, wenn die Beteiligung des Erblassers mindestens 50 % betragen hat, das Unternehmen mindestens fünf Arbeitnehmer in Flandern während der letzten drei Jahre vor dem Erbfall beschäftigt hat und dies auch für die nächsten drei Jahre aufrechterhalten wird. Mit Urteil vom 25. Oktober 2007 hat der Europäische Gerichtshof diese Regelung insoweit beanstandet, als die Befreiung eine Beschäftigung von Arbeitnehmern in Flandern voraussetzt.

## Erbschaftsteuer Wallonische Region

### Ermittlung des Nachlasses
Bei der Ermittlung des Nachlasses wird anders als in der flämischen Region nicht zwischen beweglichem und unbeweglichem Vermögen unterschieden, es findet auch keine getrennte Anwendung des Steuersatzes statt.

### Steuerklassen und Steuersätze
Das wallonische Erbschaftsteuerrecht knüpft noch an die frühere Einteilung der bundesgesetzlichen Erbschaftsteuer an und geht von vier Steuerklassen aus.
- Steuerklasse 1: Verwandte auf- und absteigender Linie (Eltern, Großeltern, Kinder, Kindeskinder), Ehegatte sowie die gesetzlich Zusammenwohnenden, das sind solche, die ihr Zusammenwohnen haben amtlich registrieren lassen, was auch Geschwister können; tatsächliches Zusammenwohnen reicht nicht aus
- Steuerklasse 2: Geschwister
- Steuerklasse 3: Onkel, Tanten, Nichten und Neffen
- Steuerklasse 4: alle übrigen Personen

Die Steuersätze wachsen innerhalb der Steuerklassen progressiv wie aus der nachfolgenden Tabelle ersichtlich an.
| Erbanfall           | Steuerklasse 1 Kinder, Ehegatten | Selbst- genutzte Wohnung Kinder, Ehegatten | Steuerklasse 2 Geschwister | Steuerklasse 3 Onkel, Tanten | Steuerklasse 4 andere |
| ------------------- | -------------------------------- | ------------------------------------------ | -------------------------- | ---------------------------- | --------------------- |
| bis 012.500 €       | 03 %                             | 01 %                                       | 20 %                       | 25 %                         | 30 %                  |
| 12.500 – 025.000 €  | 04 %                             | 01 %                                       | 25 %                       | 30 %                         | 35 %                  |
| 25.000 – 050.000 €  | 05 %                             | 02 %                                       | 35 %                       | 40 %                         | 60 %                  |
| 50.000 – 075.000 €  | 07 %                             | 05 %                                       | 35 %                       | 40 %                         | 60 %                  |
| 75.000 – 100.000 €  | 07 %                             | 05 %                                       | 50 %                       | 55 %                         | 80 %                  |
| 100.000 – 150.000 € | 10 %                             | 05 %                                       | 50 %                       | 55 %                         | 80 %                  |
| 150.000 – 175.000 € | 14 %                             | 05 %                                       | 50 %                       | 55 %                         | 80 %                  |
| 175.000 – 200.000 € | 14 %                             | 12 %                                       | 65 %                       | 70 %                         | 80 %                  |
| 200.000 – 250.000 € | 18 %                             | 12 %                                       | 65 %                       | 70 %                         | 80 %                  |
| 250.000 – 500.000 € | 24 %                             | 24 %                                       | 65 %                       | 70 %                         | 80 %                  |
| über 500.000 €      | 30 %                             | 30 %                                       | 65 %                       | 70 %                         | 80 %                  |

Das Gesetz sieht für die Steuerklasse 4 (andere) ab einem Betrag von mehr als 175.000 Euro einen Steuersatz von 90 % vor, was aber verfassungsgerichtlich für unwirksam erklärt wurde.
Steuerbegünstigt ist in der Steuerklasse 1 der Erwerb einer vom Erblasser mit dem Erben gemeinsam genutzten in der Wallonischen Region gelegenen Wohnung, wenn diese mindestens fünf Jahre vor dem Tod des Erblassers von diesem als Hauptwohnung genutzt worden war oder sie aus besonderen Gründen nicht mehr von ihm genutzt werden konnte. Diese Vergünstigung ist der Tabelle Erbschaftsteuer Wallonische Region unter Selbstgenutzte Wohnung zu entnehmen.

### Freibeträge
In der Steuerklasse 1 wird ein Freibetrag von 25.000 Euro gewährt, der dann verdoppelt wird, wenn die Erbschaft im Wert nicht 125.000 Euro übersteigt. In den anderen Steuerklassen beträgt der Freibetrag 620 Euro. Der Freibetrag erhöht sich für Kinder des Erblassers in der Steuerklasse 1 für jedes Jahr um 2.500 Euro, den das Kind noch von dem 21. Lebensjahr trennt. Der überlebende Ehegatte oder gesetzlich Zusammenlebende erhält in diesem Fall die Hälfte dieses zusätzlichen Freibetrags. Hat der Erbe oder Vermächtnisnehmer der Steuerklassen 1 und 2 mindestens drei Kinder, die das 21. Lebensjahr noch nicht beendet haben, so vermindert sich die Steuerlast um 2 % je Kind, aber nicht um mehr als 62 Euro je Kind. Erbende Ehegatten oder gesetzlich Zusammenwohnende erhalten in diesem Fall eine Steuerverminderung in Höhe von 4 % je Kind, aber nicht mehr als 124 Euro je Kind.

### Übertragung von Unternehmensbeteiligungen
Bei einer Übertragung von Familienbetrieben wird eine Erbschaftsteuer von 3 % erhoben, wobei ähnliche Voraussetzungen wie in der Region Brüssel gelten (vgl. unten).

## Erbschaftsteuer Region Brüssel-Hauptstadt
(Quelle:)

### Ermittlung des Nachlasses
Bei der Ermittlung des Nachlasses wird nicht zwischen beweglichem und unbeweglichem Vermögen unterschieden, es findet auch keine getrennte Anwendung des Steuersatzes statt. Gegenstand der Besteuerung ist in den Steuerklassen 3 und 4 (ab Verwandte der Seitenlinie und Dritte, vgl. unten) der gesamte Nachlass vor seiner Verteilung unter mehreren Erben.

### Steuerklassen und Steuersätze
Auch das Erbschaftsteuerrecht der Region Brüssel-Hauptstadt knüpft noch an die frühere Einteilung der bundesgesetzlichen Erbschaftsteuer an und teilt die Erben in die gleichen vier Steuerklassen wie in der Wallonischen Region ein. Auch in der Region Brüssel-Hauptstadt werden nur gesetzlich Zusammenlebende (als solche amtlich registrierte Gemeinschaften) den Ehegatten gleichgestellt.
Die Steuersätze wachsen innerhalb der Steuerklassen progressiv wie aus der nachfolgenden Tabelle ersichtlich an. Dabei werden sie in den Steuerklassen 1 und 2 (Verwandte auf- und absteigender Linie wie Kinder und Enkel, Ehegatten und gesetzliche Zusammenwohnende sowie Geschwister) auf den vom jeweiligen Erben erworbenen Anteil bezogen. In den Steuerklassen 3 und 4 (andere Verwandte und Dritte) bezieht sich der Steuersatz auf den gesamten Nachlass, so dass sich die anzuwendende Progressionsstufe hiernach bestimmt und im Ergebnis mehrere Erben in einer höheren Progression versteuert werden, als würde allein ihr Erbteil zugrunde gelegt.
| Erbanfall           | Steuerklasse 1 Kinder, Ehegatten | Selbst- genutzte Wohnung Kinder, Ehegatten | Steuerklasse 2 Geschwister | Steuerklasse 3 Onkel, Tanten | Steuerklasse 4 andere |
| ------------------- | -------------------------------- | ------------------------------------------ | -------------------------- | ---------------------------- | --------------------- |
| bis 012.500 €       | 03 %                             | 02,0 %                                     | 20 %                       | 35 %                         | 40 %                  |
| 12.500 – 025.000 €  | 03 %                             | 02,0 %                                     | 25 %                       | 35 %                         | 40 %                  |
| 25.000 – 050.000 €  | 03 %                             | 02,0 %                                     | 30 %                       | 35 %                         | 40 %                  |
| 50.000 – 075.000 €  | 08 %                             | 05,3 %                                     | 40 %                       | 50 %                         | 55 %                  |
| 75.000 – 100.000 €  | 08 %                             | 05,3 %                                     | 40 %                       | 50 %                         | 65 %                  |
| 100.000 – 175.000 € | 09 %                             | 06,0 %                                     | 55 %                       | 60 %                         | 65 %                  |
| 175.000 – 250.000 € | 18 %                             | 12,0 %                                     | 60 %                       | 70 %                         | 80 %                  |
| 250.000 – 500.000 € | 24 %                             | 24,0 %                                     | 65 %                       | 70 %                         | 80 %                  |
| über 500.000 €      | 30 %                             | 30,0 %                                     | 65 %                       | 70 %                         | 80 %                  |

Steuerbegünstigt ist in der Steuerklasse 1 der Erwerb einer vom Erblasser mit dem Erben gemeinsam genutzten in Brüssel gelegenen Wohnung, wenn diese mindestens fünf Jahre vor dem Tod des Erblassers von diesem als Hauptwohnung genutzt worden war oder sie wegen besonderer Umstände nicht mehr von ihm genutzt werden konnte. Diese Vergünstigung ist der Tabelle Erbschaftsteuer Region Brüssel-Hauptstadt unter Selbstgenutzte Wohnung zu entnehmen.

### Freibeträge
In der Steuerklasse 1 wird ein Freibetrag in Höhe von 15.000 Euro gewährt, in den anderen Steuerklassen in Höhe von 1.250 Euro. Der Freibetrag erhöht sich für Kinder des Erblassers in der Steuerklasse 1 für jedes Jahr um 2.500 Euro, den das Kind noch von dem 21. Lebensjahr trennt. Der überlebende Ehegatte oder gesetzlich Zusammenlebende erhält in diesem Fall die Hälfte dieses zusätzlichen Freibetrags. Hat der Erbe oder Vermächtnisnehmer der Steuerklasse 1 und 2 mindestens drei Kinder, die das 21. Lebensjahr noch nicht beendet haben, so vermindert sich die Steuerlast um 2 % je Kind, aber nicht um mehr als 62 Euro je Kind. Erbende Ehegatten oder gesetzlich Zusammenwohnende erhalten in diesem Fall eine Steuervermindung in Höhe von 4 % je Kind, aber nicht mehr als 124 Euro je Kind.

### Übertragung von Unternehmensbeteiligungen
Für kleinere und mittlere Unternehmen (weniger als 250 Arbeitnehmer, Höchstjahresumsatz 40 Mio. Euro, Bilanzsumme nicht über 27 Mio. Euro und keine Beteiligung eines großen Unternehmens mit mehr als 25 %), deren Tätigkeit auf industrielle, Handels-, handwerkliche, landwirtschaftlich oder freiberufliche Einkünfte gerichtet ist, kann eine Steuerreduzierung auf 3 % erfolgen. Unter anderen Voraussetzungen muss der Erblasser mit mindestens 25 % an dem Unternehmen beteiligt gewesen sein und das Unternehmen muss mindestens fünf Jahre nach dem Erbfall fortgeführt werden.

## Internationales Steuerrecht und Doppelbesteuerung
Weil unbeschränkt Steuerpflichtige (Wohnsitz in Belgien) mit ihrem Weltvermögen erbschaftsteuerpflichtig sind, kann es zu Doppelbesteuerungen kommen. Eine Anrechnung von im Ausland bereits gezahlter Erbschaftsteuer auf dort gelegene Nachlassteile ist nur bei ausländischen Immobilien möglich, bewegliches Vermögen unterliegt somit der doppelten Besteuerung. Es wird aber regelmäßig zugelassen, dass die hierfür gezahlten ausländischen Steuern von der Bemessungsgrundlage für die Berechnung der belgischen Steuer abgezogen werden. Das in Belgien gelegene bewegliche Vermögen eines dem Wohnsitz nach ausländischen Erblassers unterliegt (anders als das unbewegliche Vermögen) nicht der dortigen Erbschaftsteuer. Abkommen zur Vermeidung einer Doppelbesteuerung auf dem Gebiet des Erbrechts hat Belgien nur mit Frankreich und mit Schweden abgeschlossen.

## Schenkungsteuer
(Quelle:)

### Steuerpflicht
Auch die Schenkungsteuer wird mittlerweile als Abgabe der drei Regionen erhoben. In Bezug hierauf unterscheiden aber alle Regionen zwischen unentgeltlich übertragenen Grundstücken und beweglichem Vermögen.
Bei Grundstücken erheben die Wallonische Region sowie die Region Brüssel-Hauptstadt Schenkungsteuer in gleicher Höhe und für die gleichen Steuerklassen wie bei der Erbschaftsteuer. Die Flämische Region hat für die Schenkungsteuer die entsprechenden Regelungen des früheren belgischen Erbschaftsteuergesetzes sowohl den Steuerklassen wie auch den Steuersätzen nach beibehalten. Sie entsprechen den Steuerklassen und Steuersätzen in der Wallonischen Region. Wohl gilt in der Flämischen Region auch die erweiterte Gleichstellung von tatsächlich Zusammenwohnenden mit den Ehegatten im Schenkungssteuerrecht.
Es gelten die gleichen Steuerminderungen bzw. Freibeträge, die im Zusammenhang mit Kindern gewährt werden wie bei der Erbschaftsteuer, deren allgemeinen Freibeträge jedoch keine Anwendung finden.
Eine gemeinsame Wohnung kann in Brüssel und in der Wallonischen Region unter denselben Bedingungen verschenkt werden, wie sie nach dem Erbschaftsteuerrecht erworben werden kann.
Die Schenkung von beweglichem Vermögen wird mit 3 % in der Steuerklasse 1 (Verwandte auf- und absteigender Linie, Ehegatten, Zusammenwohnende) und ansonsten mit 7 % besteuert, in der Wallonischen Region gilt für die Steuerklasse 2 (Geschwister) noch ein gesonderter Satz von 5 %.

### Steuerfreie Handschenkungen
Schenkungen bedürfen grundsätzlich der notariellen Beurkundungen, wodurch die Schenkungsteuer als eine Form der Registriersteuer ausgelöst wird, die unmittelbar vom Notar erhoben und abgeführt wird. Steuerfrei sind jedoch so genannte Handschenkungen von beweglichen Gütern, die ohne vorherige notarielle Beurkundung direkt vollzogen werden. Diese können unmittelbar von Hand zu Hand erfolgen oder mittelbar über neutrale Akte. Beispiel für die Handschenkung ist etwa die unentgeltliche Übergabe von Juwelen, Schmuck oder Geld oder auch Kassenanweisungen. Mittelbare Abwicklungen erfolgen z. B. bei Schenkungen unter Einschaltung von Banken. Solche Schenkungen werden dann dem Nachlass zugerechnet und unterliegen damit der Erbschaftsteuer, wenn der Schenker vor Ablauf von drei Jahren nach der Schenkung verstirbt. Die Ungewissheit kann vermieden werden, wenn die Schenkung freiwillig der Schenkungsteuer, die für bewegliches Vermögen deutlich niedriger als die Erbschaftsteuer ist, unterworfen wird, da eine Anrechnung beim Erbfall für versteuerte Schenkungen nicht erfolgt.